# Pericoma alba
Pericoma alba är en tvåvingeart som först beskrevs av Sara 1952.  Pericoma alba ingår i släktet Pericoma och familjen fjärilsmyggor. Inga underarter finns listade i Catalogue of Life.